# Sparkasse Poysdorf
Die Sparkasse Poysdorf AG ist eine niederösterreichische Sparkasse mit Sitz in Poysdorf, die zu den kleinsten österreichischen Sparkassen gezählt wird. Sie betreut für die Sparkassengruppe den regionalen Markt des nordöstlichen Weinviertels im Städtedreieck Wien, Brno und Bratislava. Neben der Hauptstelle in Poysdorf unterhält die Sparkasse noch Geschäftsstellen in Großkrut und Bernhardsthal.
Im Jahr 2000 wurde die Sparkasse in eine Aktiengesellschaft umgewandelt; Hauptaktionär ist die Sparkasse Poysdorf Privatstiftung. Aus Erträgen der Privatstiftung wurden bis 2009 etwa 500.000,- Euro für gemeinwohlorientierte Projekte ausgeschüttet. 
Die Sparkasse ist Mitglied des Kooperations- und Haftungsverbundes der österreichischen Sparkassen und des Österreichischen Sparkassenverbands.

## Gründungsgeschichte
1851 suchte ein Proponentenkomitee um die Bewilligung einer Sparkasse in Poysdorf an. Die Statthalterei befürwortete diesen Vorschlag, da nach Aufhebung der Waisenämter großer Bedarf an billigen Krediten gegeben war. Das Innenministerium aber lehnte den Antrag ab. Ein weiteres Ansuchen drei Jahre später wurde ebenfalls abschlägig beschieden. Nachdem Zistersdorf die Bewilligung zur Errichtung einer Sparkasse erhalten hatte, beschloss die Marktgemeinde Poysdorf in der Gemeinderatssitzung vom 31. Jänner 1859 ein weiteres Mal um die Errichtung einer Gemeindesparkasse anzusuchen und die erforderliche besondere Garantie in Höhe von 8.000 Gulden zu übernehmen. Dieses Ansuchen wurde vom Ministerium des Inneren mit Beschluss vom 1. Juli 1860 genehmigt. Die Statuten zur Regelung der Geschäftsordnung wurden mit Bescheid vom 31. Oktober 1860 genehmigt. Beginn des regulären Geschäftsbetriebes am 5. November 1861 in den Räumlichkeiten der Gemeinde. Die erste Direktion wurde per 31. Oktober 1860 von Matthias Haimer, Anton Harasser, Karl Gabath, Johann Schwayer, Johann Sinnreich und Sebastian Tatzber, gebildet.

## Bauliche Entwicklung der Hauptanstalt
Der Geschäftsbetrieb wurde nach der Gründung vom 31. Oktober 1860 in den Räumlichkeiten des Rathauses, im 1. Stock am Josefsplatz 1, aufgenommen. 1912 wurde der Bauplatz der heutigen Sparkasse am Dreifaltigkeitsplatz 2 erworben, durch den Ersten Weltkrieg verzögerte sich der Bau. Anfang August 1924 wurde der Grundstein für den Bau gelegt. Bei den Umbauten 1962, 1977 und 2002 wurde die Sparkasse vergrößert und den Bedürfnissen eines modernen Kreditinstitutes angepasst. 